# Monheurt
Monheurt település Franciaországban, Lot-et-Garonne megyében. Lakosainak száma 193 fő (2022. január 1.). Monheurt Villeton, Aiguillon, Nicole, Puch-d’Agenais, Saint-Léger és Tonneins községekkel határos.

## Népesség
A település népességének változása:
| Lakosok száma | 439  | 403  | 259  | 205  | 210  | 198  | 192  | 191  | 190  | 193  |
|               | 1968 | 1982 | 1990 | 2006 | 2013 | 2015 | 2017 | 2019 | 2020 | 2022 |